# Hyperspace
Hyperspace é o décimo quarto álbum de estúdio do cantor e compositor Beck, lançado em novembro de 2019. Foi produzido predominantemente pelo próprio músico em parceria com Pharrell Williams e outros produtores.

## Faixas
1. "Hyperlife" - 1:36
2. "Uneventful Days" - 3:17
3. "Saw Lightning" - 4:01
4. "Die Waiting" - 4:04
5. "Chemical" - 4:18
6. "See Through" - 3:38
7. "Hyperspace" - 2:45
8. "Stratosphere" - 3:57
9. "Dark Places" - 3:45
10. "Star" - 2:50
11. "Everlasting Nothing" - 4:59